# رالف دبليو. ديكستر
رالف دبليو. ديكستر (بالإنجليزية: Ralph Warren Dexter)‏ هو عالم طيور وعالم أحياء أمريكي، ولد في 7 أبريل 1912 في غلوستر في الولايات المتحدة، وتوفي في 29 أكتوبر 1991 في كينت في الولايات المتحدة.